# Kosma Złotowski
Kosma Tadeusz Złotowski (Bydgoszcz, 14 de enero de 1964) es un periodista y político polaco. Afiliado a Ley y Justicia (PiS), es miembro del Parlamento Europeo desde 2014. Anteriormente, se desempeñó como alcalde de Bydgoszcz, miembro del Senado y miembro del Sejm.